# Verrucaria halizoa
Verrucaria halizoa är en lavart som beskrevs av William Allport Leighton. 
Verrucaria halizoa ingår i släktet Verrucaria och familjen Verrucariaceae.   Inga underarter finns listade i Catalogue of Life.